# Le Merzer
Le Merzer is een gemeente in het Franse departement Côtes-d'Armor (regio Bretagne). De plaats maakt deel uit van het arrondissement Saint-Brieuc. Le Merzer telde op 1 januari 2022 974 inwoners.

## Geografie
De oppervlakte van Le Merzer bedroeg op 1 januari 2022 12,63 vierkante kilometer; de bevolkingsdichtheid was toen 77,1 inwoners per km².
De onderstaande kaart toont de ligging van Le Merzer met de belangrijkste infrastructuur en aangrenzende gemeenten.

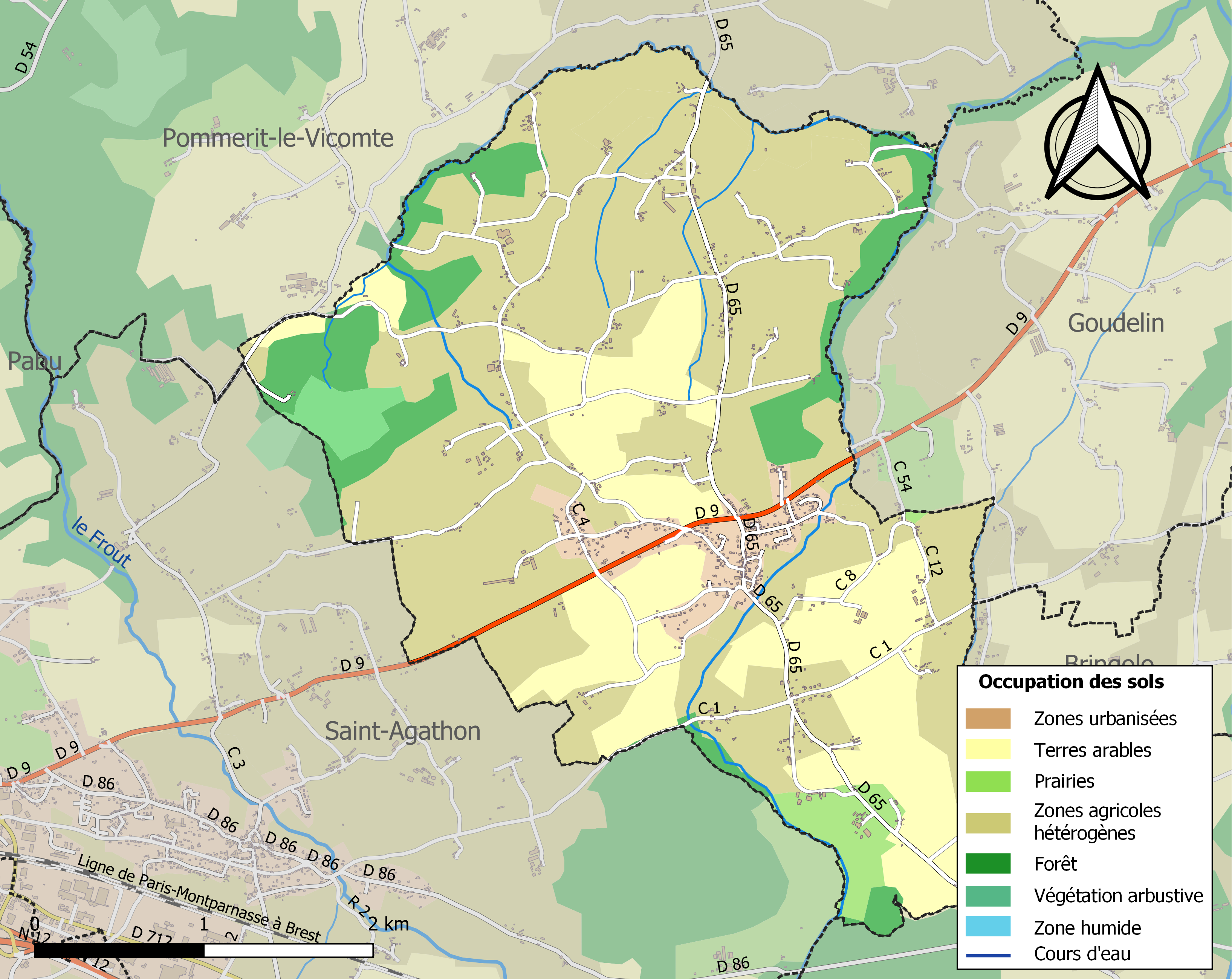

## Demografie
Onderstaande figuur toont het verloop van het inwonertal (bron: INSEE-tellingen).